# نيكولا ري
نيكولا ري (بالفرنسية: Nicolas Rey)‏ (1973، إفرو في فرنسا)؛ كاتب وروائي فرنسي.